# Pollegio
Pollegio is een gemeente en plaats in het Zwitserse kanton Ticino, en maakt deel uit van het district Leventina.
Pollegio telt 1051 inwoners.